# DK6
Droga krajowa 6 is een nationale weg in het noorden van Polen tussen Kołbaskowo en Gdańsk. Het traject, met een lengte van ongeveer 350 km, bestaat voor 90% uit een enkele rijbaan met twee rijstroken en een vluchtstrook die ook wordt gebruikt door langzaam verkeer en als uitwijkstrook bij inhaalmanoeuvres.
Bij Szczecin is de 6 ingericht als een 2-baans weg met 2 rijstroken per richting. De laatste 22 kilometer naar de Duitse grens is een autosnelweg (A6 (Polen)).
Europese weg 28 loopt mee met de DK6.
De weg zal in de toekomst gedeeltelijk worden opgewaardeerd als expresweg S6.

## Steden aan de weg
- Kołbaskowo (grensovergang)
- Szczecin
- Goleniów
- Nowogard
- Płoty
- Karlino
- Koszalin
- Sianów
- Sławno
- Słupsk
- Lębork
- Wejherowo
- Reda
- Rumia
- Gdynia

DK1 · DK2 · DK3 · DK4 · DK5 · DK6 · DK7 · DK8 · DK9 · DK10 · DK11 · DK12 · DK13 · DK14 · DK15 · DK16 · DK17 · DK18 · DK19 · DK20 · DK21 · DK22 · DK23 · DK24 · DK25 · DK26 · DK27 · DK28 · DK29 · DK30 · DK31 · DK32 · DK33 · DK34 · DK35 · DK36 · DK37 · DK38 · DK39 · DK40 · DK41 · DK42 · DK43 · DK44 · DK45 · DK46 · DK47 · DK48 · DK49 · DK50 · DK51 · DK52 · DK53 · DK54 · DK55 · DK56 · DK57 · DK58 · DK59 · DK60 · DK61 · DK62 · DK63 · DK64 · DK65 · DK66 · DK67 · DK68 · DK69 · DK70 · DK71 · DK72 · DK73 · DK74 · DK75 · DK76 · DK77 · DK78 · DK79 · DK80 · DK81 · DK82 · DK83 · DK84 · DK85 · DK86 · DK87 · DK88 · DK89 · DK90 · DK91 · DK92 · DK93 · DK94 · DK95 · DK96 · DK97 · DK98